# Lliga Espartaquista
La Lliga Espartaquista (Spartakusbund en alemany) va ser un moviment revolucionari marxista organitzat a Alemanya durant els últims anys de la Primera Guerra Mundial. Va ser fundat per Karl Liebknecht i Rosa Luxemburg al costat d'altres tals com Clara Zetkin.

## Història
El seu període més gran d'activitat fou durant la Revolució Alemanya de 1918, quan es va intentar incitar una revolució similar a la dels bolxevics de Rússia, fent circular publicacions marxistes. Van anomenar la lliga amb el nom d'Espartac, líder de la rebel·lió d'esclaus més gran de la història de Roma. El desembre de 1918, la lliga va decidir adherir-se al Comintern i es va canviar el nom a Partit Comunista d'Alemanya ("KPD Kommunistische Partei Deutschlands).

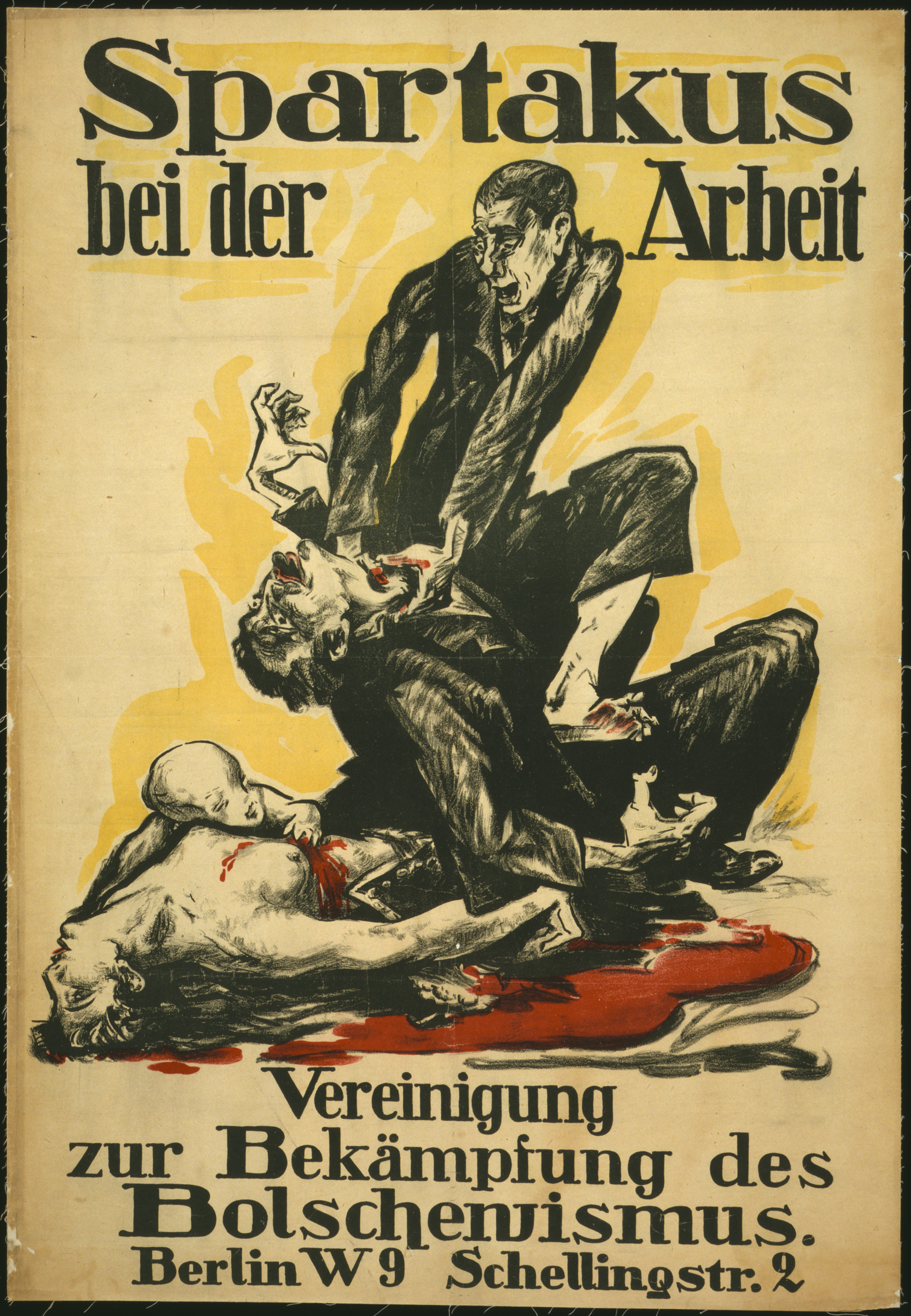
"Espartac al treball", pòster de propaganda contra la lliga espartaquista, 1919.

L'1 de gener de 1919, la Lliga Espartaquista/KPD va executar una revolució comunista de breu durada a Berlín, encara contra les protestes de Luxemburg i de Liebknecht, qui argumentaven que la rebel·lió era feble i que no comptaven amb el suport total de la classe obrera. La revolució (després coneguda com a aixecament espartaquista) va ser derrotada per les forces combinades del Partit Socialdemòcrata d'Alemanya, els romanents de l'exèrcit alemany, i dels grups paramilitars d'extrema dreta coneguts com a Freikorps, a les ordres del canceller Friedrich Ebert. Luxemburg i Liebknecht, entre molts altres, van ser massacrats pels Freikorps, i els seus cossos llançats al riu. Centenars d'espartaquistes van ser executats en les setmanes que van seguir la revolta.

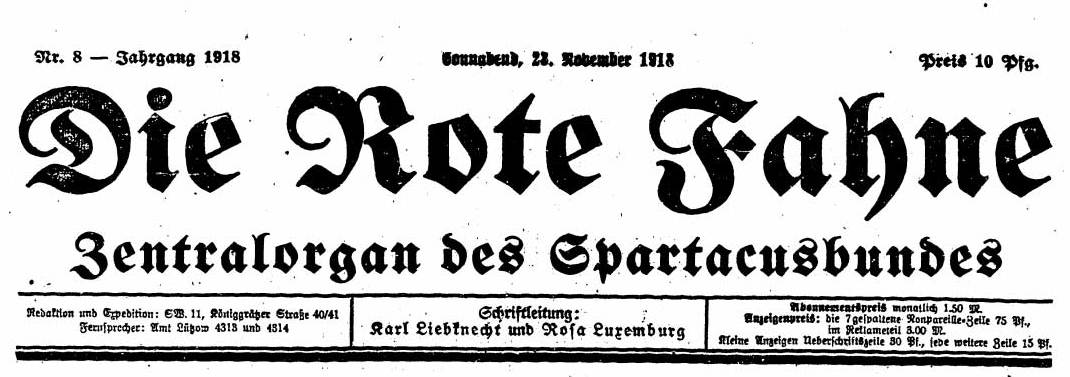
Die Rote Fahne, òrgan de la Lliga

Les restes de la Lliga es van dissoldre en el Partit Comunista d'Alemanya (KPD) que va conservar el periòdic de la lliga, Die Rote Fahne (La bandera vermella), com la seva publicació. Actualment existeixen diverses seccions nacionals de la trotskista Lliga Comunista Internacional que es denominen "Spartacist League" (Lliga Espartaquista). La seva principal secció és la nord-americana, però la LCI té també seccions a Austràlia, Gran Bretanya, Irlanda, Itàlia, Canadà, Japó, Alemanya, Mèxic, França, Grècia, i Sud-àfrica.

## Prominents membres de la Lliga Espartaquista
- Willi Budich
- Hermann Duncker
- Käte Duncker
- Hugo Eberlein
- Paul Lange
- Leo Jogiches
- Paul Levi
- Karl Liebknecht
- Rosa Luxemburg
- Julian Marchlewski (Julian Balthasar Marchlewski)
- Franz Mehring
- Ernest Meyer (Ernst Meyer)
- Wilhelm Pieck
- August Thalheimer
- Clara Zetkin
- Johann Knieff